# Regeringsbildning
Olika regeringsbildningar :
- Majoritetsregering – Regeringspartiet eller -partierna har mer än hälften av riksdagsmandaten
- Koalitionsregering – Två eller fler partier bildar regering. Denna kan vara majoritets- eller minoritetsregering.
- Minoritetsregering – Regeringspartiet eller -partierna har en minoritet av riksdagsmandaten
- Samlingsregering - En samlingsregering eller samlingsministär är en regering som bildas av representanter från alla eller de flesta av de politiska partierna i parlamentet. Detta sker vanligen vid ett krig eller annan krissituation.